# Кастелето ди Брандуцо
Кастелѐто ди Бранду̀цо (на италиански: Castelletto di Branduzzo, на местен диалект: Cästlet, Кестлет) е село и община в Северна Италия, провинция Павия, регион Ломбардия. Разположено е на 70 m надморска височина. Населението на общината е 1022 души (към 2017 г.).